# Dapeng International Plaza
Dapeng international Plaza (chiń. upr. 大鹏国际广场; chiń. trad. 大鵬國際廣場; pinyin Dàpéng Guójì Guǎngchǎng) - wieżowiec w Kantonie, w Chińskiej Republiki Ludowej, o wysokości 269. Budynek został otwarty w 2006, posiada 56 kondygnacji.